# شبکه یزد
شبکه یزد (با نام پیشین شبکه تابان)، یک شبکه تلویزیونی استانی متعلق به صدا و سیمای جمهوری اسلامی ایران است که با حضور علی لاریجانی (رئیس وقت سازمان صدا و سیما) در روز ۲۸ اردیبهشت ۱۳۸۲ افتتاح شد. هم اکنون مدیر این شبکه احسان کریمی می‌باشد

## تغییر نام شبکه
پس از ثبت بافت تاریخی شهر یزد در فهرست میراث جهانی یونسکو، نام این شبکه از تابان به یزد تغییر یافت.

## گسترهٔ پخش
سطح پوشش برنامه‌های صدا و سیما در تاریخ ۱۳۸۳/۳/۲۵ با بازگشایی سیستم آپ لینک به خارج از مرزهای استان و حتی خارج از کشور، گسترش یافت.
شبکهٔ استانی بر روی ماهوارهٔ عربست «بدر ۵» Frequency 12303 H 32000 5.3 3/4 POl. V با فرکانس فوق شبکه استانی اصفهان را هم دریافت خواهید کرد.